# گاربینیه موگوروسا
گاربینیه موگوروزا (اسپانیایی: Garbiñe Muguruza‎؛ زادهٔ ۸ اکتبر ۱۹۹۳) یک تنیس‌باز اهل اسپانیا است.
وی در کشور ونزوئلا متولد شده و در کشور سوئیس اقامت دارد.
وی در سال ۲۰۱۶ توانست به اولین گرند اسلم دوران حرفه‌ای خود دست یابد. در سال ۲۰۲۰ در مسابقات اپن استرالیا که اولین گرند اسلم فصل می باشد نایب قهرمان شد .

## سال 2016

### ویمبلدون
موگوروزا در شرایطی پا به مسابقات ویمبلدون می گذاشت که در آخرین رده بندی تور WTA در روز شروع بازی‌ها با اختلافی 918 امتیازی در رده دوم بود و این بعنی در صورت قهرمانی در بازی‌ها شانس خوبی برای پائین کشیدن سرنا ویلیامز از صدر رده بندی جهانی می داشت.
وی در قرعه کشی مسابقات در نیمه پائینی جدول قرار داشت و در گام اول توانست کامیلا جورجی از ایتالیا را در سه ست و با نتیجه 2-1 از پیش رو بردارد.